# Aegidae
Los égidos (Aegidae) son una familia de crustáceos isópodos. Sus más de 160 especies son casi cosmopolitas.

## Géneros
Se reconocen los 8 siguientes:
- Aega Leach, 1815
- Aegapheles Bruce, 2009
- Aegiochus Bovallius, 1885
- Alitropus H. Milne-Edwards, 1840
- Epulaega Bruce, 2009
- Rocinela Leach, 1818
- Syscenus Harger, 1880
- Xenuraega Tattersall, 1909